# McDonnell Douglas
A McDonnell Douglas Corporation – röviden McDonnell Douglas – a McDonnell Aircraft Corporation és a Douglas Aircraft Company repülőgépgyárak összeolvadásával, 1967-ben létrejött, amerikai repülőgépgyártó és védelmi vállalat volt, amely több híres kereskedelmi és katonai repülőgépet készített. Székhelye a Lambert-St. Louis Nemzetközi Repülőtéren, a missouri Berkley-ben volt. 
1997-ben egy újabb összeolvadás során integrálódott a Boeing gyár divíziói közé és önállóan megszűnt létezni, azóta – további cégek felvásárlása nyomán – a vállalatcsoport a The Boeing Company nevet viseli.

## Története

### Előzmények
McDonnell Aircraft
A McDonnel Aircraft Aircraft Company-t (még McDonnell & Associates néven) Jim McDonnell alapította 1928-ban Milwaukee-ben. 
Douglas Aircraft
A Douglas Aircraft Company-t 1921-ben alapította Donald Wills Douglas Kaliforniában.

## Termékei

### Katonai gépek
- AV–8 Harrier II (a British Aerospace-szel együttműködve)
- F–4 Phantom II
- F–15 Eagle
- F/A–18 Hornet
- T–45 Goshawk (a British Aerospace-szel együttműködve)

### Utasszállító repülőgépek
- McDonnell Douglas DC–8
- McDonnell Douglas DC–9
- McDonnell Douglas DC–10 (modern pilótafülkés változata az MD–11)
- McDonnell Douglas MD–11 (a DC–10-es kiszélesített és modernizált változata)
- McDonnell Douglas MD–80 (a DC–9-es kiszélesített és modernizált változata)
- McDonnell Douglas MD–90 (az MD–80-as kiszélesített és modernizált változata)
- McDonnell Douglas MD–95 (eladási nevén Boeing 717)

### Helikopterek
- AH–64 Apache
- MD–500